# Jan Gronkiewicz
Jan Gronkiewicz (ur. 15 czerwca 1898 w Częstochowie, zm. 9 sierpnia 1963 tamże) – polski robotnik i działacz polityczny, samorządowiec, poseł na Sejm Ustawodawczy (1947–1952). 

## Życiorys
Urodził się w rodzinie robotniczej. W latach 1918–1923 służył w Wojsku Polskim, a po demobilizacji uzyskał zatrudnienie w hucie rakowskiej. W 1924 przystąpił do SDPP, był działaczem związków zawodowych. Od 1928 należał do PPS, organizował strajki robotnicze w latach 20. i 30. (w 1930 został na krótko aresztowany). W 1933 uzyskał mandat radnego Częstochowy, który pełnił do 1939. Przewodniczył frakcji socjalistycznej w Radzie Miejskiej. W latach 1939–1940 więziony, później pracował w spółdzielni spożywczej "Siła". W 1945 znalazł się w Radzie Naczelnej PPS oraz Krajowej Radzie Narodowej. W 1946 był pełnomocnikiem ds. referendum ludowego na powiat częstochowski. W 1947 uzyskał mandat posła na Sejm w okręgu częstochowskim z ramienia PPS. Od 1950 do 1957 pracował w fabryce guzików "Polgal" w Częstochowie. W 1957 wstąpił do PZPR. 